# Fallon (Montana)
Fallon és una concentració de població designada pel cens dels Estats Units a l'estat de Montana. Segons el cens del 2000 tenia 138 habitants.

## Demografia
Segons el cens del 2000, Fallon tenia 138 habitants, 63 habitatges, i 36 famílies. La densitat de població era de 10,5 habitants per km².
Dels 63 habitatges en un 22,2% hi vivien nens de menys de 18 anys, en un 52,4% hi vivien parelles casades, en un 3,2% dones solteres, i en un 41,3% no eren unitats familiars. En el 31,7% dels habitatges hi vivien persones soles el 14,3% de les quals corresponia a persones de 65 anys o més que vivien soles. El nombre mitjà de persones vivint en cada habitatge era de 2,19 i el nombre mitjà de persones que vivien en cada família era de 2,86.
Per edats la població es repartia de la següent manera: un 17,4% tenia menys de 18 anys, un 2,9% entre 18 i 24, un 28,3% entre 25 i 44, un 28,3% de 45 a 60 i un 23,2% 65 anys o més.
L'edat mediana era de 46 anys. Per cada 100 dones de 18 o més anys hi havia 123,5 homes.
La renda mediana per habitatge era de 16.818 $ i la renda mediana per família de 16.250 $. Els homes tenien una renda mediana de 23.500 $ mentre que les dones 10.000 $. La renda per capita de la població era de 9.701 $. Aproximadament el 26,2% de les famílies i el 35,8% de la població estaven per davall del llindar de pobresa.

## Poblacions més properes
El següent diagrama mostra les poblacions més properes.